# HD41418
HD41418 — хімічно пекулярна зоря спектрального класу A0, що має видиму зоряну величину в смузі V приблизно  8,6.
Вона  розташована на відстані близько 1144,4 світлових років від Сонця.

## Пекулярний хімічний вміст
Зоряна атмосфера HD41418 має підвищений вміст 
Si
.